# Pols Armāns
Pols Armāns (ros. Поль Арман, fr. Paul Arman), właśc. Pēteris Pauls Tiltiņš (ros. Пауль Тылтынь, ur. 4 kwietnia 1903 w miejscowości Mittelhof w guberni kurlandzkiej, zm. 7 sierpnia 1943 w rejonie mgińskim w obwodzie leningradzkim) – radziecki pułkownik narodowości łotewskiej, Bohater Związku Radzieckiego (1936).

## Życiorys
Urodził się w rodzinie chłopskiej. W młodości mieszkał przez pewien czas we Francji, gdzie przyjął nazwisko Paul Arman. Był jednym z organizatorów Związku Młodzieży w Jełgawie, ukończył szkołę realną i Instytut Radiowy, w latach 1924–1925 odbywał służbę w armii łotewskiej. W 1926 wyemigrował do ZSRR i wstąpił do Armii Czerwonej, w 1927 został przyjęty do WKP(b), w 1928 ukończył Moskiewską Wojskową Szkołę Piechoty, a w 1935 kursy doskonalenia kadry technicznej przy Wojskowej Akademii Mechanizacji i Motoryzacji Armii Czerwonej im. Stalina. W 1928 został dowódcą plutonu w Leningradzkim Okręgu Wojskowym, od października 1930 do maja 1931 dowodził plutonem radiotelegraficznym w Moskiewskim Okręgu Wojskowym, później dywizjonem w Zakaukaskim Okręgu Wojskowym. W grudniu 1932 objął dowództwo batalionu czołgów w 5 Brygadzie Zmechanizowanej w Samodzielnej Dalekowschodniej Armii Czerwonego Sztandaru w Kraju Nadmorskim, w 1936 brał udział w wojnie domowej w Hiszpanii, pod koniec października 1936 walczył 30 km na południe od Madrytu, niszcząc trzy czołgi armii frankistowskiej w starciu pod Seseñą. Po powrocie z Hiszpanii w 1937 został dowódcą 5 Brygady Zmechanizowanej, jednak już 2 lutego 1937 został aresztowany pod zarzutem szpiegostwa i uwięziony bez wyroku, 21 czerwca 1939 wypuszczony. We wrześniu 1939 został słuchaczem Akademii Wojskowej im. Frunzego, którą ukończył w maju 1941 w stopniu pułkownika i został zastępcą dowódcy 51 Dywizji Pancernej w Moskiewskim Okręgu Wojskowym. Podczas wojny z Niemcami dowodził 11 Brygadą Pancerną, od marca do sierpnia 1943 dowodził wojskami pancernymi i zmechanizowanymi 4 Armii Frontu Wołchowskiego, później 122 Brygadą Pancerną na Froncie Wołchowskim. Zginął w walce. Został pochowany w Wołchowie.

## Odznaczenia
- Złota Gwiazda Bohatera Związku Radzieckiego (31 grudnia 1936)
- Order Lenina (31 grudnia 1936)
- Order Wojny Ojczyźnianej I klasy (pośmiertnie 9 sierpnia 1943)